# Emmanuel Barbe
Cet article possède un paronyme, voir Emmanuel Barth.
Emmanuel Barbe, né le 5 octobre 1962 à Paris, est un magistrat et haut fonctionnaire français. Il est délégué interministériel à la sécurité routière d'avril 2015 à février 2020 puis préfet de police des Bouches-du-Rhône de février à décembre 2020.

## Biographie

### Jeunesse et formation
Emmanuel Pierre Marie Barbe naît le 5 octobre 1962 à Paris et grandit en Normandie,,.
Il suit des études de droit à l'université Paris-Nanterre entre 1984 et 1987, où il obtient une licence. Il poursuit avec un master à l'université Panthéon-Assas (1987-1988), se spécialisant en droit judiciaire privé. Il intègre ensuite l'École nationale de la magistrature et devient magistrat, classé 2e sur 228.

### Carrière
Il commence sa carrière comme juge d'instruction, spécialisé dans les affaires économiques et financières. Il est affecté en 1990 au tribunal de Lille, où il reste jusqu'en 1994. Il intègre en 1997 le ministère de la Justice, où il est conseiller auprès de la représentation française à l'Union européenne, jusqu'en 2002, tout en étant juge d’instruction au tribunal de grande instance de Bobigny. Il se positionne en faveur d'un renforcement de l'harmonisation du droit européen en matière de droit pénal et présente un projet de décision-cadre relatif à la reconnaissance des décisions de gel des avoirs et des preuves.
En 2002, il devient magistrat de liaison entre la France et l'Italie, fonction qu'il occupe jusqu'en 2007,.
Il devient alors chef du service des affaires européennes et internationales, puis en 2009, inspecteur des services judiciaires. À cette date, il devient secrétaire général adjoint du Secrétariat général des Affaires européennes. Il rejoint le European Criminal Law Academic Network, pour lequel il devient consultant.
En 2012, il est recruté en tant que conseiller diplomatique du ministre de l'Intérieur, Manuel Valls ; il occupe ce poste jusqu'en 2015. Il travaille alors notamment sur le dossier de la crise migratoire en Europe de 2015.
Le 1er avril 2015, il est nommé délégué interministériel à la sécurité routière, remplaçant Jean-Robert Lopez,. Il se déclare favorable à une limitation à 80 km/h sur le réseau secondaire, ce qui suscite une vive réaction de la part de l'association 40 millions d'automobilistes,. Il engage un plan de lutte contre l'alcoolémie au volant, signe un décret limitant à 70 % la teinte des vitres de véhicules, externalise à des entreprises privées la conduite des voitures-radars de l’État et signe un accord bilatéral avec l'Italie pour mettre en place une mutualisation des données de contraventions des automobilistes. Geneviève Jurgensen juge positivement son action comme délégué interministériel.
Le 5 février 2020, il est nommé préfet de police des Bouches-du-Rhône en raison de son expérience judiciaire, ayant travaillé sur des dossiers liés à la mafia, et pour son engagement au sujet de la sécurité routière, les Bouches-du-Rhône étant un des départements les plus touchés par la mortalité au volant. Il remplace à ce poste Olivier de Mazières. En tant que préfet de police, il doit gérer dans le département la crise liée à la pandémie de Covid-19 et interdit l'accès aux plages et aux calanques de Marseille. 
Le 20 août 2020, il décide par arrêté préfectoral l'interdiction « d’arborer les couleurs du PSG ». Il recule le lendemain devant les nombreuses réactions.
En novembre 2020, durant le 2e confinement lié à pandémie, il déclare avoir assisté à des contrôles d'attestation de sortie "dans des endroits où l’on vend de la drogue" et déplore que "Personne parmi les acheteurs, et à plus forte raison parmi les vendeurs, n’avait d’attestation."
Le 14 décembre 2020, il est remplacé par Frédérique Camilleri. Étant resté moins d'un an à la préfecture de police, il est le préfet de police des Bouches-du-Rhône à la plus faible longévité[réf. souhaitée].
Il est président du concours de commissaire de police en 2022.
En novembre 2024, suite au décès de Paul Varry, cycliste écrasé volontairement par un automobiliste,, il est nommé à la tête de la mission « Contre les violences, protéger tous les usagers de la route ». Il remet son rapport, intitulé Prévenir les violences et apaiser les tensions pour mieux partager la voie publique au ministre des transports Philippe Tabarot le 28 avril 2025. Les associations de cyclistes et les médias spécialisés, regrettent « des recommandations insuffisantes pour mettre fin aux violences » quand « mettre hors des routes françaises les personnes violentes derrière un volant aurait dû être l’objectif principal de ce rapport ». 

### Vie privée
Il est marié à une Italienne et parle couramment l'italien,.
Passionné d'informatique, il a écrit lorsqu'il était au tribunal de Lille un logiciel destiné aux juges d'instruction permettant d'organiser une base de données relationnelles, Instruction Assistée par Ordinateur. Le logiciel a été utilisé sur l'affaire du tunnel du Mont-Blanc et sur l'affaire Elf.

## Décorations
Le 15 mai 2006, Emmanuel Barbe est nommé chevalier dans l'ordre national du Mérite au titre de « magistrat de liaison auprès des autorités judiciaires italiennes ; 19 ans de services civils et militaires ». Il est fait chevalier de l'ordre le 10 octobre 2006 et promu au grade d'officier dans l'ordre le 30 novembre 2019 au titre de « délégué interministériel à la sécurité routière »,.
Le 31 décembre 2015, il est nommé au grade de chevalier dans l'ordre national de la Légion d'honneur au titre de « délégué interministériel à la sécurité routière et délégué à la sécurité et à la circulation routières ; 37 ans de services ».

## Publications
- Emmanuel Barbe, Hervé Boullanger, Justice et affaires intérieures dans l'Union européenne : un espace de liberté, de sécurité et de justice, préface d'António Vitorino, Paris, La Documentation française, coll. Réflexe Europe, 2002, 190 p.
- Emmanuel Barbe, L'Espace judiciaire européen, avant-propos de Valéry Giscard d'Estaing, La Documentation française, coll. Réflexe Europe, 2007, 190 p.
- Jean-Luc Sauron, Emmanuel Barbe, Philippe Huberdeau, Emmanuel Puisais-Jauvin, Comprendre l'Union européenne : institutions, politiques, droit, La Documentation française, Formation administration concours, 2016, 250 p.